# Buddismo in Bhutan
Il buddismo Mahāyāna è la religione di Stato del Regno del Bhutan, comprendente dai 2/3 ai 3/4 dell'intera popolazione; anche se poi, complessivamente, in tutte le sue forme, i buddhisti nella nazione himalayana rappresentano circa il 98% degli abitanti. Seppur il buddismo praticato in Bhutan ha origine diretta dal buddismo Tibetano, finisce col differenziarsi in modo significativo per rituali, liturgia e organizzazione monastica.
In quanto religione di Stato il buddismo è stato lungamente sostenuto finanziariamente dal governo attraverso annuali sovvenzioni sia ai santuari specifici che ai monasteri buddhisti in generale, oltre ai vari gruppi di monaci e monache.
In epoca contemporanea, il sostegno alla religione durante il lungo regno di Jigme Dorji Wangchuck (dal 1952 al 1972) ha incluso anche la costruzione di migliaia di immagini in bronzo dorato del Buddha, pubblicate poi in eleganti edizioni calligrafiche dei 108 volumi del Kangyur (il canone del buddismo tibetano) o "Raccolta delle parole del Buddha" e dei 225 volumi del Tengyur o "Raccolta dei commenti agl'insegnmenti"; oltre alla costruzione di numerosi chörten in tutto il paese.
Avendo una rappresentanza garantita sia nell'assemblea nazionale che nel consiglio reale consultivo e costituendo la stragrande maggioranza della società, i buddhisti sono una voce influente ed assicurata nella politica pubblica del regno.
Visto il ruolo fondamentale che esso ricopre, è opinione diffusa tra gli abitanti che la religione buddhista sia un elemento fondante dell'identità e della cultura del Bhutan.

## Organizzazioni

### Il Shadbrung
Prima del 1907 il più alto leader nazionale è stato il Shabdrung: il titolo onorifico si riferisce al fondatore Shabdrung Ngawang Namgyal (1594-1651) dello stato del Bhutan e poi anche ad uno dei successivi re che ne rappresentano le reincarnazioni dette Tulku. La sua attività formale è quella di beneficare la totalità degli esseri senzienti ed ognuna con la sua specifica forma di "destino profetico".

### Epoca contemporanea
Nel 1989 vi erano all'incirca un migliaio di monaci-lam o novizi-gelong appartenenti al corpo monastico centrale (Dratshang Lhentshog-commissione per gli affari monastici) suddiviso tra Thimphu e Punakha; secondo la costituzione stilata nel 2008 si tratta della burocrazia sovrintendente gli affari di stato. Mentre all'incirca altri 4.000 monaci appartengono ai vari altri distretti distaccati.
La gerarchia è presieduta dal Je Khenpo assistito da cinque maestri-lopons, ciascuno dei quali con incarichi specifici di perpetuazione della tradizione religiosa, liturgica, lessicografica, logica e riguardante gli studi universitari generali (arte, musica e altro). I monaci Ghelugpa sono celibi, mentre il lignaggio Nyingmapa può comprendere non solo i monaci ma anche le loro eventuali famiglie, in quanto è permesso loro di sposarsi; sollevano così le famiglie dal lavoro e dalle occupazioni secolari durante l'esecuzione delle funzioni liturgiche nei templi e nelle case.
In tutto, ci sono stati circa 12.000 monaci in Bhutan alla fine degli anni '80. C'erano anche congregazioni attive di monache, ma a tal riguardo non vi sono mai state cifre certe né tanto meno facilmente disponibili. La maggior parte dei buddisti del Bhutan sono seguaci del lignaggio drukpa derivante dalla suola Kagyupa (letteralmente, la trasmissione orale), una delle quattro principali scuole del buddismo tibetano.
Nel luglio 2002, Menjong Chöthün Tshogpa, attualmente l'organizzazione nazionale no-profit del paese, è stata fondata dal Sommo Re del Dharma o Sua Santità del Bhutan principalmente per preservare gl'insegnamenti indigeni del Buddha così come la loro cultura e tradizione secolare. Successivamente Trizin Tsering Rinpoche è stato incoronato come il presidente da Sua Santità Truku Jigme Rinpoche Chödrag 70° Kyabje Dorjechang (Supremo Re del Dharma) del Bhutan a partire dal giugno 2003.

## Edifici ed oggetti
Complessi monastici e conventi sono quanto mai frequenti in Bhutan: entrambi, sia i monaci che le monache, mantengono le teste rasate ed indossano abiti distintivi di color marrone. Il loro tempo quotidiano viene speso nello studio e nella meditazione, ma anche nello svolgimento dei vari rituali in onore dei bodhisattva e cercando d'ottener la loro intercessione a favore dei defunti o degli ammalati. Alcune tra le loro preghiere comprendono anche canti accompagnati da trombette a forma di conchiglie strombate; posson esser fatte di femori umani, corna di metallo, fino a comprendere grandi tronchi lunghi anche tre metri, cimbali, campanelle a mano, gong e bastoni di legno.
Tale forma musicale fa parte del canto monastico interno-privato, non è quindi generalmente ascoltata dal pubblico facente parte del popolo dei credenti; viene comunque ritenuto esser più melodioso dei suoi omologhi e monotoni tibetani. Numerose strutture simboliche vengono inoltre impiegate: monumenti religiosi di varo tipo, muri di preghiera, bandiere di preghiera oltre a sacri mantra scolpiti nella pietra sulle colline. 
Tra i monumenti religiosi vi sono i succitati chorten, la versione bhutanese dello stupa indiano; si va dalla semplicissima forma rettangolare "a casa" per finire ad edifici più complessi con gradini decorati, porte, cupole e guglie: alcuni di questi vengono decorati con i bulbi oculari del Buddha rivolti i tutte le direzioni, simboleggiante la sua visione contemporanea della totalità. Tali strutture composte di mattoni e/o pietra possono rappresentare defunti, santi buddhisti, monaci venerabili ed altri notabili: a volte servono anche come veri e propri reliquiari.
I muri di preghiera son fatti di pietra posata od accatastata e completati con iscrizioni di preghiere tantriche. Vengono poi anche realizzate preghiere stampate su alti e stretti blocchi di legno e/o tela; bandiere colorate sono collocate infine su lunghi pali e collocate sia su luoghi specificamente sacri che in quelli maggiormente pericolosi, questo per allontanare i demoni e nel contempo beneficiarsi gli spiriti dei defunti. Per contribuire a diffondere la fede, monaci itineranti viaggiano da un villaggio all'altro portando santuari portatili con molte piccole porte, che si aprono per rivelare le statue e le immagini del Buddha, dei Bodhisattava e dei Lama più notevoli ed importanti.

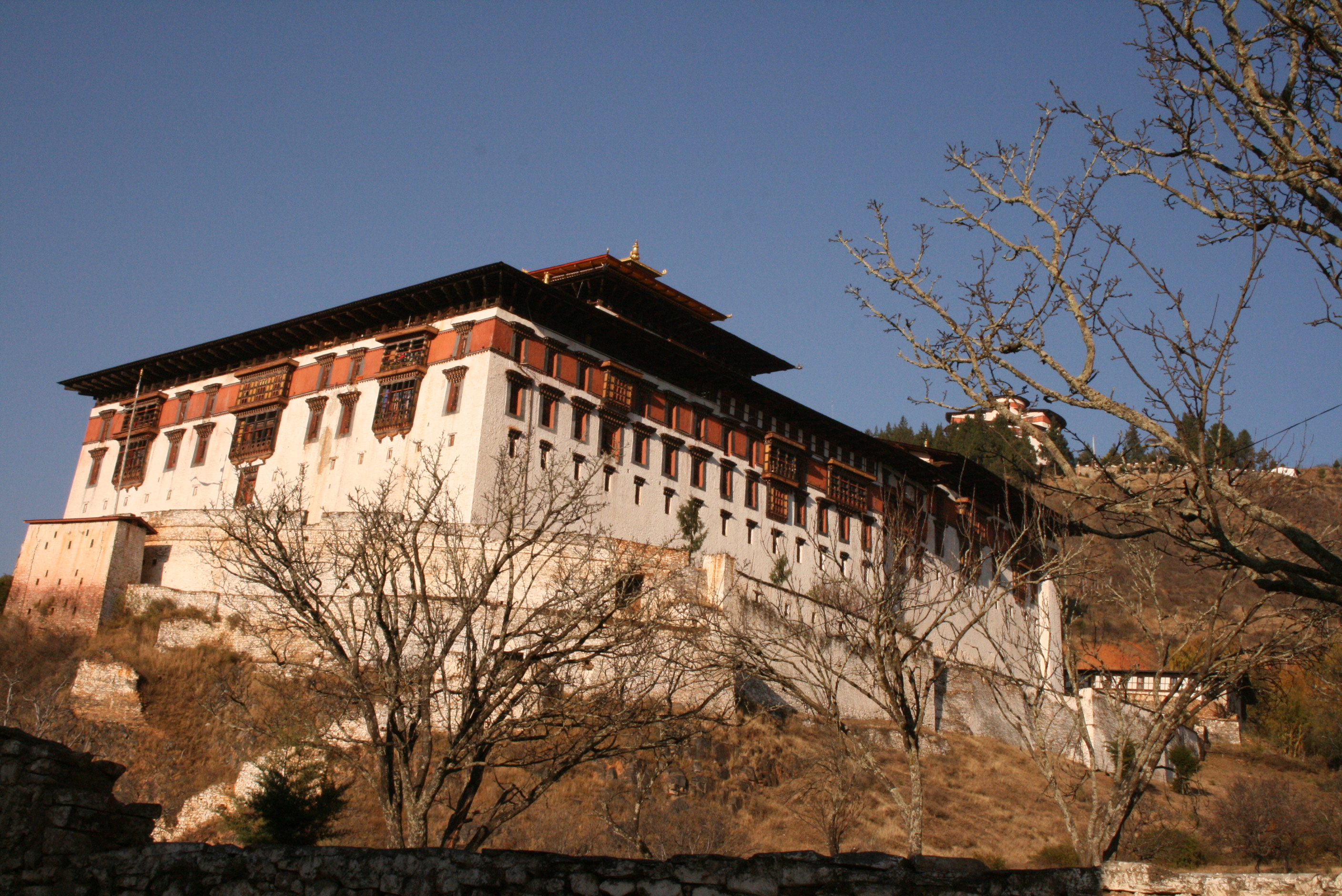
Dzong di Paro